# Família real

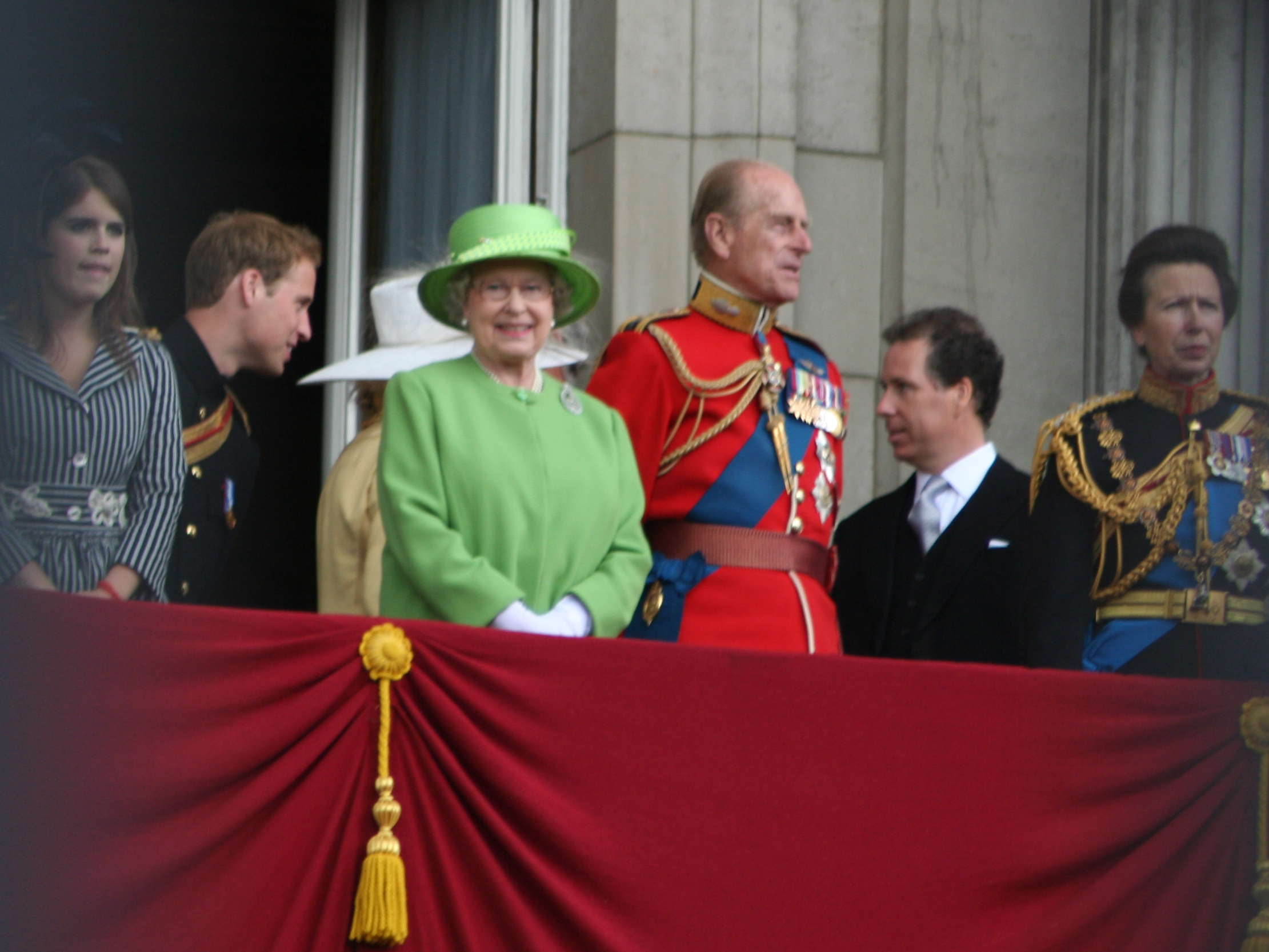
Membros da família real britânica na varanda do Palácio de Buckingham

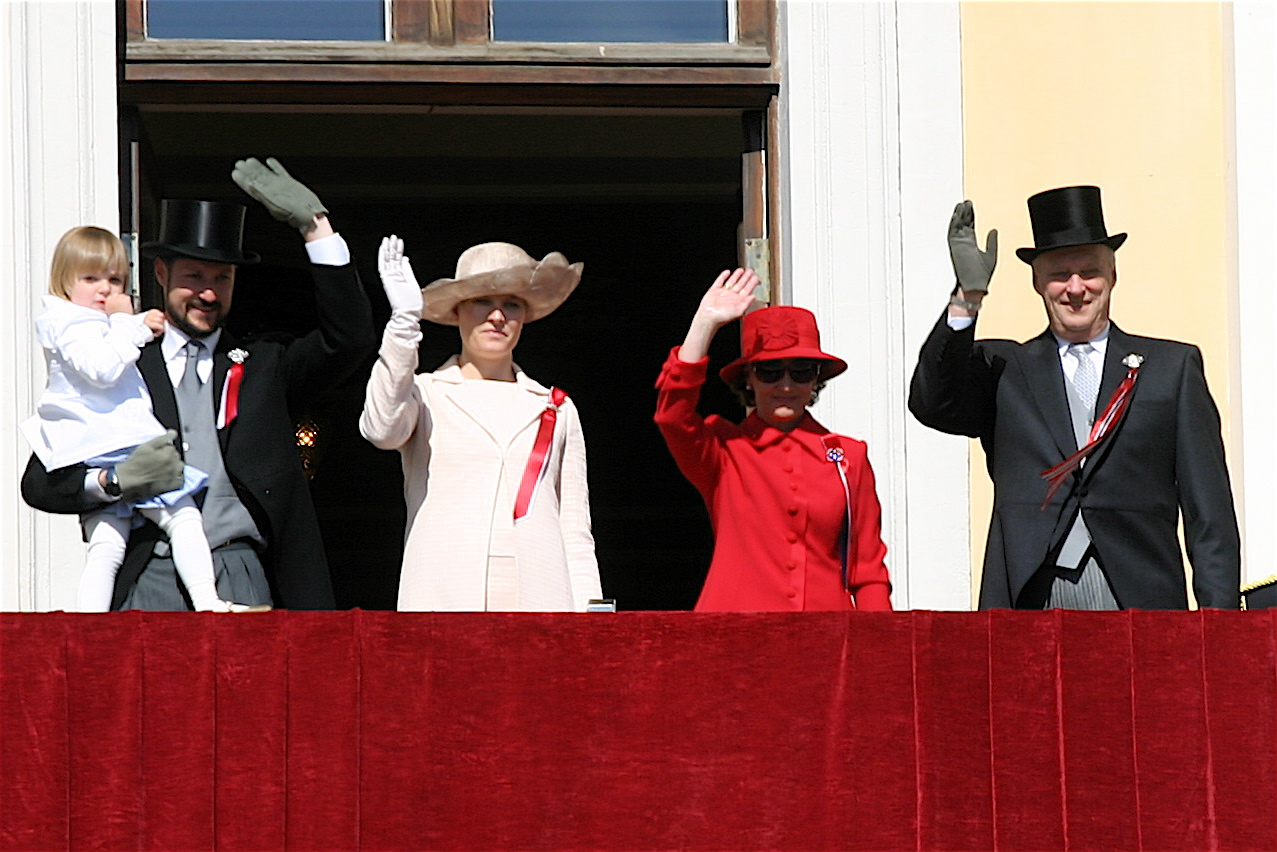
Família real norueguesa

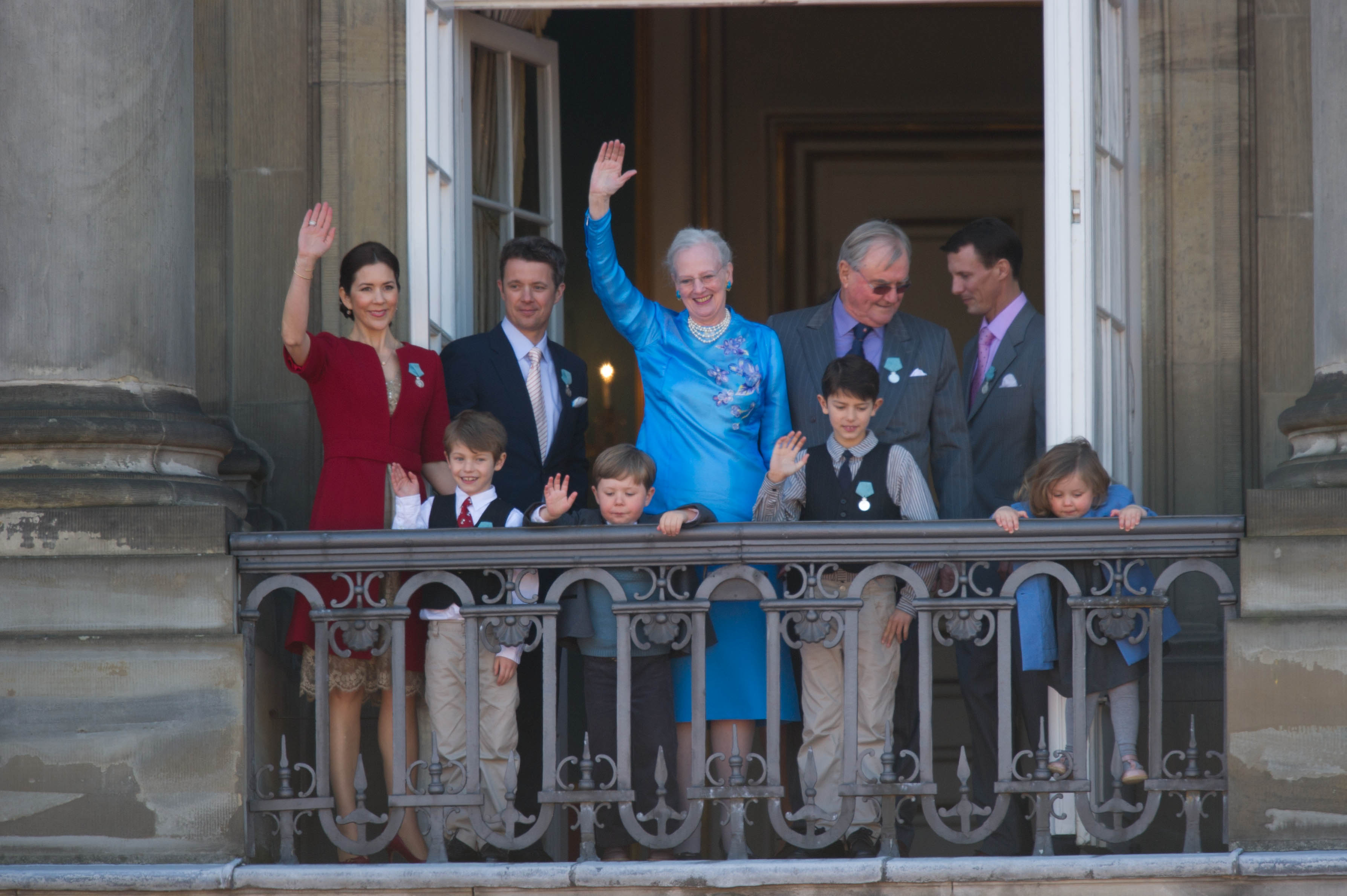
Família real dinamarquesa, no Palácio de Amalienborg

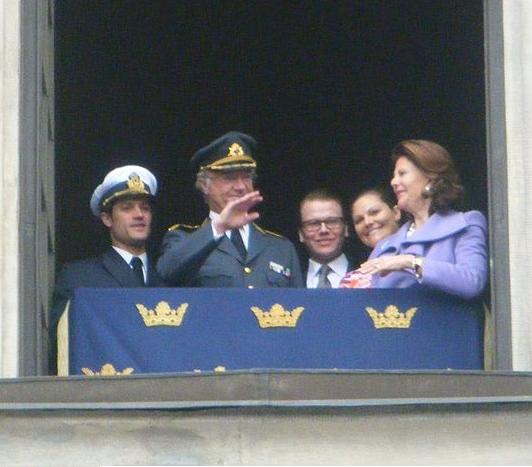
Família real sueca

A família real é a família alargada de um monarca. Geralmente, o chefe de uma família real é um rei ou uma rainha. A expressão "família imperial", mais adequadamente, descreve a família alargada de um imperador ou imperatriz, enquanto que os termos "família ducal", "família grã-ducal" ou "família principesca" são os mais adequados, em referência aos familiares de um duque, grão-duque, ou príncipe. No entanto, na linguagem comum, os membros de qualquer família que reine por direito hereditário são frequentemente referidos como realeza.
É também considerado adequado, em alguns círculos, de remeter para as relações alargadas de um monarca deposto os seus descendentes como sendo membros da família real. Uma dinastia é por vezes referida como "a casa de ...". Em julho de 2013, havia 27 monarquias soberanas ativas no mundo que governam ou reúnem mais de 43 países ao todo.

## Lista de famílias reais reinantes
- Família real da Arábia Saudita
- Família real do Bahrein
- Família real belga
- Família real britânica
- Família real do Brunei
- Família real do Butão
- Família real de Camboja
- Família real dinamarquesa
- Família real espanhola
- Família real holandesa
- Família imperial japonesa
- Família real da Jordânia
- Família real do Kuwait
- Família real do Lesoto
- Família principesca do Liechtenstein
- Família grão-ducal luxemburguesa
- Família real marroquina
- Família principesca monegasca
- Família real norueguesa
- Família real do Omã
- Família real catarense
- Família real suázi
- Família real sueca
- Família real tailandesa
- Família real do Tonga
- Família emiral de Abu Dhabi

## Lista de famílias reais não-reinantes
- Família real albanesa
- Família imperial alemã
- Família imperial austríaca
- Família grão-ducal badense
- Família real bávara
- Família imperial brasileira
- Família real búlgara
- Família imperial chinesa
- Família real duosiciliana
- Família real finlandesa
- Família real francesa
- Família real georgiana
- Família real grega
- Família grão-ducal hessiana
- Família imperial iraniana
- Família real italiana
- Família real da Jugoslávia
- Família real lituana
- Família grão-ducal meclemburguêsa
- Família imperial mexicana
- Familia ducal modenense
- Família real montenegrina
- Família grão-ducal oldemburguêsa
- Família imperial otomana
- Família ducal parmesã
- Família real polonesa
- Família real portuguesa
- Família real prussiana
- Família real romena
- Família imperial russa
- Família real sarda
- Família ducal de Saxe-Coburgo-Gota
- Família real saxônica
- Família grão-ducal toscana
- Família real württemberguense